# Pooh Richardson
Jerome Richardson jr., más conocido como Pooh Richardson (Filadelfia, Pensilvania, 14 de mayo de 1966), es un exjugador profesional de baloncesto de la NBA.

## Trayectoria
El base, de aproximadamente 1.85 m, fue elegido por los Minnesota Timberwolves en el 10.º puesto general del Draft de la NBA de 1989 desde la Universidad de California en Los Ángeles. Fue la primera vez que el primer elegido en un draft por dicho equipo que jugó por ello sus primeras tres temporadas hasta 1992 cuando fue transferido conjuntamente con el técnico Sam Mitchell a los Indiana Pacers en un intercambio con Chuck Person y Michael Williams al final de la temporada. En 1994, los Pacers hicieron un trato con Los Angeles Clippers para enviarlo a dicho equipo conjuntamente con Malik Sealy y la elección del Draft de 1994 Eric Piatkowski en un intercambio con Mark Jackson y los derechos del draft de Greg Minor. Juega durante cinco años en los Clippers, después ficharía por el Olimpia Milano de la LEGA italiana, donde se retira después de jugar 15 partidos.
Tras retirarse condujo un programa televisivo para Los Angeles Clippers, franquicia de la NBA.

## Selección nacional
Richardson fue parte de la selección de baloncesto de Estados Unidos que obtuvo la medalla de plata en los Juegos Panamericanos de 1987.